# サービス (テレビドラマ)
『サービス』は、1998年1月7日から同年3月18日まで、日本テレビ系列で放送されたテレビドラマである。放送時間は、毎週水曜22:00 - 22:54(JST)。第1回と最終回は22:00 - 23:24（30分拡大）。
2年前に婚約者を亡くしたハウスキーパーの女性が、新たな雇い先で婚約者そっくりの男性と出会うことから展開するストーリー。

## キャスト
- 岡千春（30）：松本明子
ハウスキーピング会社「エンジェル・サービス」のハウスキーパー。
- 永山幸二（27）：原田龍二
千春の亡き婚約者・永山裕一の弟。彬の経営するレストラン「プレジール」で見習いコックとして雇われる。千春に気がある。
- 相原久美（34）：高樹澪
「エンジェル・サービス」代表。千春のOL時代の先輩でもある。
- 橋本多助（36）：うじきつよし
「エンジェル・サービス」の営業マン。千春に気がある。
- 高倉リサ（29）：藤森夕子
レストラン「プレジール」支配人。彬の公然の愛人。
- 早乙女真理（6）：五十嵐瑞穂
彬の娘。
- 佐々木彩（18）：建みさと
幸二の幼馴染。釣り宿を手伝っている。
- 土井奈加（33）：宮地雅子
千春の同僚で、パートの主婦。旧姓は藤村。
- 反町拓哉：八嶋智人
- 早乙女由紀：秋山菜津子
彬の亡き妻。
- 永山彰造（62）：井川比佐志
裕一・幸二の父。江戸川の河口で釣り宿を経営している。
- 早乙女彬（35）：寺脇康文
ショッピングセンターやレストランなどを経営する「早乙女エンタープライズ」の社長。永山裕一と瓜二つの容姿だが、性格は正反対。妻を亡くしており、娘と2人暮らし。

## テーマ曲
- オープニング曲「soon」松本明子
- エンディング曲「フェンス」PARADISE LOST

## スタッフ
- 脚本：野依美幸
- 演出：雨宮望、金田和樹
- 音楽：PARADISE LOST
- 音楽プロデュース：白石紗澄李
- 料理監修：服部栄養専門学校（服部幸應、佐藤月彦）
- 技術協力：NTV映像センター
- 美術協力：日本テレビアート
- プロデューサー：田中芳樹、太田雅晴（5年D組）
- チーフプロデューサー：小杉善信

## サブタイトル
| 第1回                                                      | 1998年1月7日  | 天国発のビデオレターが教えてくれた幸福の言葉 | 17.8% |
| 第2回                                                      | 1998年1月14日 | 正反対の二人                                 | 17.9% |
| 第3回                                                      | 1998年1月21日 | 真心が届かなくて                             | 14.1% |
| 第4回                                                      | 1998年1月28日 | 苦いくちづけ                                 | 13.0% |
| 第5回                                                      | 1998年2月4日  | ずぶ濡れの真心                               | 15.9% |
| 第6回                                                      | 1998年2月11日 | 心の傷あと                                   | 13.6% |
| 第7回                                                      | 1998年2月18日 | 接近しすぎた二人                             | 13.2% |
| 第8回                                                      | 1998年2月25日 | 抱きしめられた夜                             | 12.6% |
| 第9回                                                      | 1998年3月4日  | あなたが好きです                             | 11.8% |
| 第10回                                                     | 1998年3月11日 | さよなら…みんな                              | 13.2% |
| 第11回                                                     | 1998年3月18日 | タンポポの綿帽子だけが知っている愛の結末     | 16.8% |
| 平均視聴率 14.5%（視聴率は関東地区・ビデオリサーチ社調べ） |               |                                              |       |